# 克卜勒432b
克卜勒432b（Kepler-432b，或稱為KOI-1299.01），是環繞巨星克卜勒432 A的一顆太陽系外行星，該行星為熱木星。同一系統中距離母恆星最近的兩顆行星由美国国家航空航天局 （NASA）的克卜勒太空望遠鏡發現。克卜勒432b距離地球約2837 光年 （870秒差距），在天球上位於天鵝座 。該行星是經由觀測行星通過母恆星盤面前方時恆星亮度下降程度的凌日法發現。

## 行星性質

### 質量、半徑與表面溫度
克卜勒432b為半徑與質量都大於木星的熱木星，表面溫度為809 K（536 °C）。它的質量為5.41 MJ，體積則是1.45 RJ。克卜勒432b的密度是氣體巨行星中相對較高的4.46 g cm3。

### 母恆星
克卜勒432b的母恆星是K型巨星克卜勒432A。該恆星的核心內氫核融合已結束，並已開始膨脹成為紅巨星中。它的質量為1.32 M☉，半徑則是4.06 R☉，表面溫度4995 K，年齡約42億年。相較之下，太陽年齡約46億年，表面溫度5778 K。
克卜勒432A的視星等為13，無法以肉眼觀察。

### 軌道
克卜勒432b的軌道半徑約0.3天文單位（與水星軌道半徑相近），軌道周期52日，因此它接收自母恆星的輻射能大約為9.2 L☉。它的軌道是離心率05134的橢圓軌道。

## 與母恆星交互作用與剩餘壽命
對克卜勒432b的觀測顯示它與母恆星的交互作用使其軌道正在衰減中。母恆星克卜勒432 A正在往赫羅圖上的紅巨星分支（Red-giant branch, RGB）位置演化，並且它的體積將膨脹至克卜勒432b的軌道以外，將行星完全吞噬。母恆星的光球與行星的大氣層之間的拖曳作用會使行星以螺線軌跡拖入恆星內部，直到行星被燒蝕和汽化至完全消失為止。
在某些程度上，這有助於讓我們了解在約70億年後太陽成為紅巨星時，地球遭到太陽吞噬的類似情形。

## 發現
2009年，美国国家航空航天局 （NASA）的克卜勒太空望遠鏡上對恆星測光以偵測行星凌星現象，並在偵測到現象後可初步推算行星軌道週期的光度計正在完成對目標恆星的觀測。在最後一次測試中，克卜勒太空望遠鏡觀測了KIC目錄（Kepler Input Catalog）中包含克卜勒432的5萬顆恆星。而初步的恆星光變曲線資料送交克卜勒團隊的天文學家後，再從大量資料中選出可能性高的天體交由其他天文台進行觀測。2009年5月13日至2012年3月17日對該批系外行星候選者進行觀測後，發現克卜勒432b每50日就有一次凌星現象，代表該行星的軌道週期為50日。天文學家於2015年1月24日宣布發現克卜勒432b這顆「奇怪的行星」。

## 外部連結
- NASA – Kepler Mission.
- NASA – Kepler Discoveries – Summary Table（页面存档备份，存于）.
- NASA – Kepler-432b （页面存档备份，存于） at The NASA Exoplanet Archive.
- NASA – Kepler-432b（页面存档备份，存于） at The Exoplanet Data Explorer.
- NASA – Kepler-432b（页面存档备份，存于） at The Extrasolar Planets Encyclopaedia.